# Одеський обласний комітет Комуністичної партії України
Одеський обласний комітет Комуністичної партії України — орган управління Одеською обласною партійною організацією КП України (1932–1991 роки).
Одеська область утворена 27 лютого 1932 року з Одеської округи УСРР.

## Перші секретарі обласного комітету (обкому)
- лютий 1932 — лютий 1933 — Майоров Михайло Мусійович
- лютий 1933 — липень 1937 — Вегер Євген Ілліч
- липень 1937 — вересень 1937 — Євтушенко Дмитро Матвійович
- 28 вересня 1937 — 4 травня 1938 — в.о.Кондаков Микола Іванович
- 4 травня 1938 — 25 січня 1939 — Телешев Григорій Галактіонович
- 25 січня 1939 — жовтень 1941 — Колибанов Анатолій Георгійович
- 1944 — 23 липня 1945 — Колибанов Анатолій Георгійович
- 23 липня 1945 — 9 січня 1950 — Кириченко Олексій Іларіонович
- 9 січня 1950 — 3 вересня 1951 — Єпішев Олексій Олексійович
- 3 вересня 1951 — березень 1953 — Марков Василь Сергійович
- березень 1953 — 13 серпня 1955 — Єпішев Олексій Олексійович
- 13 серпня 1955 — 11 січня 1958 — Найдек Леонтій Іванович
- 11 січня 1958 — 8 лютого 1961 — Федосєєв Олександр Іванович
- 8 лютого 1961 — 10 січня 1963 — Синиця Михайло Софронович
- 10 січня 1963 — 4 грудня 1964 (промисловий) — Синиця Михайло Софронович
- 14 січня 1963 — 4 грудня 1964 (сільський) — Дорошенко Петро Омелянович
- 4 грудня 1964 — 6 травня 1970 — Синиця Михайло Софронович
- 6 травня 1970 — 30 червня 1977 — Козир Павло Пантелійович
- 30 червня 1977 — 12 жовтня 1983 — Кириченко Микола Карпович
- 12 жовтня 1983 — 5 листопада 1988 — Ночовкін Анатолій Петрович
- 5 листопада 1988 — 3 квітня 1990 — Крючков Георгій Корнійович
- 3 квітня 1990 — серпень 1991 — Боделан Руслан Борисович

## Другі секретарі обласного комітету (обкому)
- лютий 1932 — червень 1932 — Вайнов Антон Романович
- липень 1932 — вересень 1932 — Маркітан Павло Пилипович
- листопад 1932 — вересень 1933 — Голуб Федір Якович
- вересень 1933 — січень 1935 — Соколов Олександр Гаврилович
- січень 1935 — вересень 1935 — Кудрявцев Микола Іванович
- жовтень 1935 — лютий 1937 — Голуб Федір Якович
- квітень 1937 — липень 1937 — Євтушенко Дмитро Матвійович
- лютий 1938 — травень 1938 — Солошек Максим Якович
- травень 1938 — червень 1938 — Межжерін Олексій Степанович
- 7 червня 1938 — грудень 1938 — Колибанов Анатолій Георгійович
- грудень 1938 — 26 квітня 1941 — Головін Микола Антонович
- 26 квітня 1941 — жовтень 1941 — Сєнін Григорій Семенович
- 1944 — вересень 1945 — Сєнін Григорій Семенович
- вересень 1945 — вересень 1949 — Найдек Леонтій Іванович
- вересень 1949 — 11 березня 1954 — Макаров Кирило Прохорович
- 11 березня 1954 — березень 1955 — Новиков Семен Михайлович
- травень 1955 — 28 серпня 1957 — Козирєв Федір Єфремович
- 25 листопада 1957 — 11 січня 1958 — Хорунжий Михайло Васильович
- 11 січня 1958 — 10 січня 1963 — Коваленко Костянтин Степанович
- 10 січня 1963 — 4 грудня 1964 (промисловий) — Воронін Павло Пантелеймонович
- 14 січня 1963 — 4 грудня 1964 (сільський) — Китаєв Ігор Олексійович
- 4 грудня 1964 — 10 листопада 1969 — Воронін Павло Пантелеймонович
- 19 лютого 1970 — квітень 1973 — Неізвєстний Микола Олександрович
- квітень 1973 — 7 червня 1977 — Артамонов Володимир Олександрович
- 7 червня 1977 — 16 вересня 1981 — Масик Костянтин Іванович
- 16 вересня 1981 — 12 жовтня 1983 — Ночовкін Анатолій Петрович
- 12 жовтня 1983 — червень 1990 — Снігірьов Микола Михайлович
- червень 1990 — серпень 1991 — Меркачов Валентин Миколайович

## Секретарі обласного комітету (обкому)
- лютий 1932 — 193.2 — Коваленко Олексій Сергійович (3-й секретар)
- 1933 — 193. — Степанов (3-й секретар)
- 1933 — 193.4 — Клиновський Дмитро Степанович
- червень 1933 — січень 1934 — Бричкін Сергій Олексійович (з постачання)
- 193.5 — 193. — Павлюченко В.Г. (3-й секретар)
- травень 1938 — червень 1938 — Колибанов Анатолій Георгійович (в.о. 3-го секретаря)
- 7 червня 1938 — грудень 1938 — Головін Микола Антонович (3-й секретар)
- 2 березня 1939 — 1941 — Ісай Іван Федорович (3-й секретар)
- 2 березня 1939 — жовтень 1941 — Найдек Леонтій Іванович (по кадрах)
- 2 березня 1939 — 7 березня 1940 — Ніколаєнко Григорій Федотович (по пропаганді)
- 7 березня 1940 — 8 лютого 1941 — Круликовський Микола Гнатович (по пропаганді)
- 8 лютого 1941 — жовтень 1941 — Сосновський Іван Олексійович (по пропаганді)
- 26 квітня 1941 — жовтень 1941 — Чернявський Олександр Пилипович (в.о. по машинобудівній промисловості)
- 26 квітня 1941 — жовтень 1941 — Гапій Дмитро Гаврилович (в.о. по харчовій промисловості)
- 26 квітня 1941 — жовтень 1941 — Кірсанов Павло Тимофійович (по легкій і місцевій промисловості)
- 26 квітня 1941 — жовтень 1941 — Карюков Євген Федорович (в.о. по транспорту)
- квітень 1944 — вересень 1945 — Найдек Леонтій Іванович (по кадрах)
- квітень 1944 — січні 1946 — Сосновський Іван Олексійович (по пропаганді)
- червень 1944 — 1947 — Бобир Василь Тимофійович (3-й секретар)
- лютий 1946 — липень 1950 — Маленкін Андрій Сергійович (по кадрах)
- лютий 1946 — лютий 1947 — Сидоренко Ф.А. (по пропаганді)
- лютий 1947 — грудень 1950 — Бортников Іван Васильович (по пропаганді)
- затв. вересень 1947 — січень 1949 — Чернявський Олександр Пилипович (3-й секретар)
- січень 1949 — вересень 1952 — Педьєв Володимир Овсійович
- затв. грудень 1950 — січень 1955 — Готт Володимир Свиридонович (по ідеології)
- жовтень 1950 (затв. лютий 1951) — серпень 1952 — Федосєєв Олександр Іванович
- 11 березня 1954 — грудень 1955 — Макаров Кирило Прохорович (по промисловості)
- 11 березня 1954 — травень 1955 — Козирєв Федір Єфремович (по сільському господарству)
- січень 1955 — лютий 1960 — Чернявський Олександр Пилипович (по ідеології)
- травень 1955 — лютий 1960 — Максименко Михайло Прокопович
- грудень 1955 — 10 січня 1963 — Солдатов Василь Дмитрович
- лютий 1960 — 10 січня 1963 — Воронін Павло Пантелеймонович
- лютий 1960 — 14 січня 1963 — Китаєв Ігор Олексійович (по сільському господарству)
- 10 січня 1963 — 4 грудня 1964 — Гладка Лідія Всеволодівна (промисловий по ідеології)
- 10 січня 1963 — 4 грудня 1964 — Солдатов Василь Дмитрович (промисловий парт-держ. контроль)
- 14 січня 1963 — 4 грудня 1964 — Фарварщук Дмитро Андрійович (сільський по ідеології)
- 14 січня 1963 — 4 грудня 1964 — Прянишніков Михайло Павлович (сільський парт-держ. контроль)
- 4 грудня 1964 — 17 липня 1965 — Коваленко Костянтин Степанович (по ідеології)
- 4 грудня 1964 — 15 лютого 1966 — Фарварщук Дмитро Андрійович (по сільському господарству)
- 4 грудня 1964 — 9 лютого 1968 — Солдатов Василь Дмитрович
- 4 грудня 1964 — лютий 1966 — Прянишніков Михайло Павлович (парт-держ. контроль)
- 17 липня 1965 — 6 жовтня 1970 — Гладка Лідія Всеволодівна (по ідеології)
- 15 лютого 1966 — 28 квітня 1981 — Тараненко Олександр Трохимович (по сільському господарству)
- 9 лютого 1968 — 15 лютого 1972 — Зотов Микола Іванович
- 6 жовтня 1970 — 12 липня 1979 — Чередниченко Анатолій Павлович (по ідеології)
- 15 лютого 1972 — 20 жовтня 1976 — Назаренко Зоя Павлівна
- 20 жовтня 1976 — 7 червня 1977 — Масик Костянтин Іванович
- 7 червня 1977 — 3 січня 1984 — Борщ Євген Григорович
- 12 липня 1979 — 19 грудня 1987 — Максименко Григорій Дмитрович (по ідеології)
- 28 квітня 1981 — 26 лютого 1983 — Бондаренко Василь Антонович (по сільському господарству)
- 26 лютого 1983 — 1990? — Галич Михайло Григорович (по сільському господарству)
- 3 січня 1984 — 1991 — Клепачов Іван Олексійович
- 19 грудня 1987 — квітень 1990 — Боделан Руслан Борисович (по ідеології)
- 3 травня 1990 — 1991 — Бойченко Сергій Никифорович (по ідеології)
- червень 1990 — 1991 — Агафонов Валерій Іванович

## Заступники секретарів обласного комітету (обкому)
- вересень 1944 — /1945/ — Карюков Євген Федорович (заст. секретаря обкому по транспорту)
- вересень 1944 — вересень 1947 — Чернявський Олександр Пилипович (заст. секретаря обкому по машинобудівній промисловості)
- жовтень 1944 — 1946 — Кірсанов Павло Тимофійович (заст. секретаря обкому по легкій і місцевій промисловості)
- затверджений липень 1945 — листопад 1946 — Пажин С.І. (заст. секретаря обкому по харчовій промисловості)
- затверджений квітень 1946 — листопад 1948 — Кірсанов Павло Тимофійович (заст. секретаря обкому по будівництву і будівельних матеріалах)
- затверджений травень 1946 — листопад 1946 — Симашов Дмитро Петрович (заст. секретаря обкому по легкій і місцевій промисловості)
- затверджений листопад 1946 — листопад 1948 — Пажин С.І. (заст. секретаря обкому по торгівлі і громадському харчуванню)
- /1947/ — листопад 1948 — Лук'янов (заст. секретаря обкому по промисловості)